# Oswaldo Peraza
Oswaldo José Peraza (19 de octubre de 1989) es un ex lanzador abridor venezolano que jugó una temporada en las Grandes Ligas de Béisbol para los Baltimore Orioles (2014) y 10 temporadas para los Cardenales de Lara, en la Liga Venezolana de Béisbol Profesional.

## Carrera profesional

### En Grandes Ligas
Peraza era un lanzador con una bola rápida en el rango de 94 a 95 millas por hora. También tenía un buen slider y un buen cambio. El 31 de agosto de 1987, Peraza fue canjeado por Toronto Blue Jays a los Baltimore Orioles por el lanzador Mike Flanagan. Peraza debutó con Baltimore en 1988, luego se perdió la temporada siguiente por problemas en el brazo, que fueron lo suficientemente graves como para afectar el resto de su carrera. En su temporada de novato, Peraza registró un récord de 10-14 con 61 ponches y una efectividad de 5.55 en 86 entradas lanzadas.
Peraza, quien una vez fue uno de los prospectos más promocionados en el juego, no pudo salir de la pelota Triple-A después de 1988 y se retiró definitivamente después de tres años plagados de lesiones.

### En la liga venezolana
Peraza disputó 10 temporadas con los Cardenales de Lara en la Liga Venezolana de Béisbol Profesional. Debutó en la 83-84 cuando tenía 21 años de edad. Entre sus mejores actuaciones destaca la campaña 87-88 en la cual obtuvo el premio al Lanzador del Año al dejar un registro de 6 victorias, 1 derrota, 62 entradas lanzadas, 42 ponches y efectividad de 1.16.
En la temporada 90-91 logró titularse campeón con los Cardenales con una destacada actuación en la fase eliminatoria que le valió la distinción del Regreso del Año al dejar cifras de 6 victorias sin derrotas en 88 entradas lanzadas, 38 ponches y efectividad de 1.53.

### Como técnico
Luego de su retiro como jugador en 1994, Peraza ha sido parte de diversos equipos técnicos de equipos venezolanos y mexicanos, principalmente en la función de instructor de lanzadores. 
A partir de la temporada 2014, fue el entrenador de lanzadores de los Blue Jays de la Liga Dominicana de Verano. Ese año, también fue llamado por la directiva de los Rojos del Águila de Veracruz, en la Liga Mexicana, para ser coach de pitcheo, labor que repitió en la campaña 2016.
Peraza, fue coach de bullpen en la temporada 2021-2022 de la Liga Venezolana de Béisbol Profesional con el conjunto de Cardenales de Lara, y logró que el cuerpo de lanzadores registrara la mejor efectividad de la fase eliminatoria con 3.59 y la segunda mejor del round robin con 4.32.  De la mano de Peraza, Jackson Stephens conquistó el premio de Pitcher del Año ese año.
También fue contratado por la directiva de los Caciques de Distrito como su instructor de lanzadores para la temporada 2022 de la Liga Mayor de Béisbol Profesional (LMBP).

## Vida personal
Es el padre de Oswald Peraza Jr., considerado en 2022 el segundo mejor prospecto de los New York Yankees.